# Tesis sobre la filosofía de la historia
Tesis sobre la filosofía de la historia (Alemán: Über den Begriff der Geschichte, cuya traducción literal es "Sobre el concepto de historia") es un ensayo escrito en 1940 por el teórico crítico alemán Walter Benjamin.

## Contexto histórico
El pacto Molotov–Ribbentrop enmarca las reflexiones de Benjamin en contra del fascismo. En un momento en que el principal adversario del fascismo se aliaba con este, Benjamin revisa los fundamentos del materialismo dialéctico para depurarlo del positivismo que había adquirido en la etapa Stalinista y de quitarle su reclamo de dueño de la historia. Además, la crítica a la idea de progreso, tendrá una gran influencia posterior, sobre todo en la Escuela de Frankfurt, fundamental para la comprensión de estos del fascismo como una consecuencia directa de la modernidad. 

### Historia editorial
El ensayo fue compuesto entre finales de 1939 y principios de 1940, poco antes del intento de Benjamin de escapar de Francia donde los refugiados judíos estaban siendo entregados por el gobierno a la Gestapo. Una copia del documento fue enviada a Hannah Arendt quien, a su vez, lo envió a Theodor W. Adorno. Este último hizo las veces de editor primero del documento. Fue publicado por primera vez en 1942 en Los Ángeles, en un cuadernillo mimeografiado titulado "Walter Benjamin zum Gedächtnis" que salió en una revista editada en Fráncfort. En 1947, una traducción por Pierre Missac apareció en la revista Les Temps Modernes. Una traducción inglesa por Harry Zohn fue incluida en la colección de ensayos de Benjamin, Iluminations, editada por Arendt en 1968.

## Contenido

### Tesis I
La Tesis I se basa en una metáfora sobre un enano maestro de ajedrez escondido dentro de un muñeco, simulando ser un autómata que movía las piezas, generando la ilusión de que quien ganaba era el muñeco. Benjamin asimila el materialismo histórico al muñeco y la teología al enano escondido.

### Tesis II
La Tesis II parte de la reflexión de Rudolf Hermann Lotze acerca de la falta de envidia del presente respecto del futuro que caracteriza al ser humano. Benjamin teoriza que la envidia se encuentra más bien en todas las posibilidades no realizadas en el pasado, en los hombres con los que habríamos podido hablar pero jamás hablamos y en las mujeres a las que podríamos haber conocido pero jamás lo hicimos. De ahí deduce que a toda representación de la felicidad le es inherente la representación de la redención, y a cada generación le corresponde una cierta tarea de redimir a las anteriores, tarea de la que, para Benjamin, se habrá de encargar el materialismo histórico.

### Tesis III
Walter Benjamin reivindica la importancia de los sucesos aparentemente menores de la historia, y argumenta que solo una humanidad redimida podrá valerse de esos instantes, pues esta dispondrá de cada uno de los momentos de la historia sin importar su grandeza o su irrelevancia.

### Tesis IV
La Tesis IV viene introducida por una cita de Georg Wilhelm Friedrich Hegel: «Buscad primero comida y vestimenta, que el reino de Dios se os dará luego por sí mismo». Benjamin argumenta que el historiador marxista ha de ser consciente de que no hay ninguna elevación o redención posible en la lucha de clases sin la conquista de las cosas ásperas y materiales; sin embargo, el marxista no ha de perder de vista dicho horizonte espiritual, que se mantiene vivo en forma de la confianza y el coraje que los dominados presentan pese a todas las derrotas que puedan sufrir. Benjamin utiliza la metáfora de las flores volviendo hacia el Sol su corola para referirse a dicho coraje y denuedo que persiste en los dominados que miran hacia «el sol que se levanta en el cielo de la historia».

### Tesis V
La Tesis V trata lo pasado como una «imagen que relampaguea», como un momento fugaz que el historiador del materialismo histórico ha de recuperar y salvar del olvido, pues es probable que esa verdad que no se le puede escapar al marxista esté abriéndose al vacío en el mismo momento en que es rescatada.

### Tesis VI
Aquí, Benjamin expone las dos formas posibles de recuperación de un evento histórico. En primer lugar, la Konstruktion, el que según Benjamin debería ser el método del materialismo histórico. La construcción implica una interacción entre el contexto presente y el tiempo en que el acontecimiento histórico es recuperado. La narración de un acontecimiento histórico es como una cita del pasado, siempre cambiando de sentido. La Re-konstruktion es el método del historicismo al que se opone Benjamin. El objetivo de este procedimiento es entender un acontecimiento histórico como una fotografía fijada en el pasado histórico, dispuesta en el pasado para que el historiador la recoja.

### Tesis VII
En la Tesis VII, Benjamin critica la noción historicista que realiza una reconstrucción histórica apoyándose en la visión de los vencedores. El marxista, argumenta Walter Benjamin, ha de ser consciente de que en la raíz de toda victoria histórica hay una relación de explotación de la que participan «no solo los grandes genios (...), sino (...) la servidumbre anónima de sus contemporáneos». A la visión sesgada del historicismo, que resulta útil a las clases dominantes de cada momento, Benjamin contrapone la mirada distanciada del materialista histórico, que habrá de tener presente que todo documento de cultura es a la vez un documento de barbarie, y habrá de tener como cometido «pasarle a la historia el cepillo a contrapelo».

### Tesis VIII
En esta tesis, Benjamin ataca la visión progresista de la historia que lleva a algunos a horrorizarse de que un fenómeno como el fascismo tenga cabida en el presuntamente avanzado y desarrollado siglo XX. Benjamin sugiere que el historiador que considera el progreso como una norma histórica es en realidad un aliado del fascismo, pues su noción progresista lo lleva a legitimar su existencia como un estadio más del progreso histórico. Para Benjamin, el historiador marxista ha de atacar de raíz esta visión progresista, comprendiendo que el fascismo no se ha de ver ni como un estadio más ni como una «excepción» a la norma del progreso, sino como parte de una regla a la que han estado sometidos siempre los oprimidos.

### Tesis IX

El Angelus Novus de Klee

La Tesis IX hace referencia explícita a la pintura Angelus Novus (1920) de Paul Klee, que perteneció a Walter Benjamin (y Gershom Scholem la heredó posteriormente). En este párrafo se desarrolla una de las claves para entender la crítica del filósofo al historicismo, basada en una negación del pasado como continuum de progreso. El "ángel de la historia", inspirado en el Angelus Novus de Klee, está de espaldas al futuro. Benjamin invierte así el materialismo histórico de Marx, centrado en presagiar un futuro revolucionario, para afirmar que la verdadera tarea del materialismo histórico debe ser la de "salvar el pasado".3 La Tesis IX completa:
«Hay un cuadro de Klee que se titula Angelus Novus. En él se representa a un ángel que parece como si estuviese a punto de alejarse de algo en lo que fija su mirada. Los ojos como platos, la boca, muy abierta, las alas, totalmente extendidas. Este debe de ser el aspecto del ángel de la historia. Ha vuelto el rostro hacia el pasado. Allí donde nosotros vemos un encadenamiento de hechos, él ve una única catástrofe que acumula incesantemente una ruina tras otra, arrojándolas a sus pies. Bien quisiera él detenerse, despertar a los muertos y recomponer tanta destrucción. Pero, desde el Paraíso, sopla una tempestad que se ha enredado en sus alas y que es tan fuerte que el ángel ya no puede cerrarlas. Esta tempestad lo empuja hacia el futuro, al que él da la espalda, mientras que los montones de ruinas van creciendo ante él hasta llegar al cielo. Esta tempestad es lo que nosotros llamamos 'progreso'»

### Tesis X
La Tesis X se refiere a la clase política de la Alemania de Weimar, en concreto a la socialdemócrata, a la que Walter Benjamin tacha de cómplice con el fascismo. Para ello alude a tres razones: la fe incondicional de los políticos en el progreso, su confianza en las masas, y su inserción dentro del aparato burocrático de la política institucional, que la lleva a aceptar todo resultado democrático como legítimo. De nuevo, Benjamin argumenta que la propia noción de progreso histórico inevitable que caracteriza a la socialdemocracia complica una reconstrucción de la historia desde dicha perspectiva que no justifique o legitime el fascismo..

### Tesis XI
La Tesis XI es la más extensa; en ella, Benjamin profundiza en su crítica a la socialdemocracia, que ha aportado una falsa conciencia de la realidad a los obreros convenciéndolos de que nadaban con la corriente del progreso histórico, puesto en última instancia al servicio de la tecnocracia fascista. En esta Tesis, Benjamin realiza una crítica de la confianza en las mejoras de las condiciones trabajo que ha caracterizado a la socialdemocracia alemana desde la Crítica del Programa de Gotha, visión difundida por Joseph Dietzgen y que, para Benjamin, ha llevado a una ilusoria concepción del trabajo como fuente de riqueza —visión cercana a la ética protestante del trabajo— y al olvido de que las clases proletarias no disponen en realidad de su fuerza de trabajo.

### Tesis XII
Esta tesis viene introducida por una cita de Nietzsche: «Necesitamos de la historia, pero la necesitamos de otra manera a como la necesita el holgazán mimado en los jardines del saber». Benjamin considera que los espartaquistas han rescatado del olvido de la socialdemocracia la noción marxista (compartida también por Blanqui) de revolución como redención de las clases venideras pasadas, en vez de «como liberación de las generaciones venideras».

### Tesis XIII
La Tesis XIII está precedida de una cita del socialdemócrata Joseph Dietzgen, que considera que el pueblo es cada vez más sabio y la revolución está cada día más cerca. Benjamin piensa, frente a esto, que la crítica marxista habrá de ir destinada no solo a esta concepción lineal de un progreso supuestamente incesante, sino a la representación del tiempo como homogéneo y vacío, marco en el cual, para Benjamin, se encuadra necesariamente la representación del progreso del ser humano en la historia.

### Tesis XIV
En la Tesis XIV Benjamin expande lo expuesto en la Tesis XIII, argumentando que a la representación de la historia como un tiempo homogéneo y vacío Robespierre contrapuso una visión de la Revolución como una Roma que retorna. Benjamin se percata de que, paradójicamente, la moda capitalista realiza una tarea parecida a la del revolucionario mesiánico que él reivindica, pues la moda «husmea lo actual dondequiera que lo actual se mueve en la jungla de otrora». Sin embargo, piensa Walter Benjamin, dicho gesto no es más que un «salto de tigre al pasado» dentro del terreno de la clase dominante. Frente a ello, Benjamin reivindica el salto dialéctico, en un sentido marxista y revolucionario.

### Tesis XV
En la Tesis XV, Benjamin se ocupa de la revisión del tiempo que, históricamente, han tendido a realizar las revoluciones. Recuerda que la Revolución Francesa introdujo un nuevo calendario, cuyo primer día tenía por función la aceleración histórica del tiempo. Cuenta la anécdota de cómo en la Revolución de Julio se disparó contra los relojes en varios sitios de París, de forma simultánea pero independiente.

### Tesis XVI
Esta tesis consiste en una crítica de la visión mecanicista del progreso que caracteriza al historicismo. Benjamin considera que esta ideología historicista plantea una imagen estática del pasado, mientras que el materialismo histórico ha de buscar una experiencia única con este sabiéndose dueño de sus fuerzas.

### Tesis XVII
En la Tesis XVII, Walter Benjamin contrapone dos formas de hacer historiografía: la de la historia universal del historicismo, que se limita a acumular acontecimientos dentro de un tiempo vacío, sin ningún fundamento teórico, y la del materialismo histórico, que es constructiva en tanto que se acerca al momento mónada de la historia en el que reconoce una posibilidad mesiánica y redentora, una «coyuntura revolucionaria en la lucha en favor del pasado oprimido».

### Tesis XVIII
La Tesis XVIII entra en diálogo con la biología moderna, que ha establecido la irrelevancia relativa del tiempo de existencia del Homo sapiens dentro de la historia de la vida orgánica sobre la Tierra. Benjamin comprende que su noción mesiánica es coherente con esta visión, pues el tiempo «como modelo del mesiánico resume en una abreviatura enorme la historia de toda la humanidad».

### Apéndice A
En el Apéndice A, Walter Benjamin aborda las limitaciones de la historiografía historicista al comprender el pasado como una sucesión de causas y efectos entre momentos históricos. Benjamin entiende que, al reducir cada momento histórico a mera causa de un momento histórico siguiente, la visión historicista se muestra incapaz de dar cuenta de la importancia real de cada fenómeno. La mesiánica, por el contrario, «dejará de desgranar la sucesión de datos como un rosario entre sus dedos», pues será capaz de distinguir en los milenios de historia humana la acción de los mesiánicos.

### Apéndice B
En el Apéndice B, Benjamin realiza una reivindicación de la noción de historia del Judaísmo. Esta religión experimenta el pasado como una conmemoración, y prohíbe la adivinación del futuro sin por ello verlo como un tiempo vacío, ya que comprende que en cualquier instante de ese tiempo futuro puede entrar el Mesías.

## Recepción crítica
Existen dos grandes diálogos que se entrelazan en las tesis, el diálogo con la ortodoxia marxista y el diálogo, detectado por Giorgio Agamben, con Carl Schmitt.